# Argyrosticta decumana
Argyrosticta decumana är en fjärilsart som beskrevs av Felder 1874. Argyrosticta decumana ingår i släktet Argyrosticta och familjen nattflyn. Inga underarter finns listade i Catalogue of Life.